# Die Lit
Die Lit è il primo album in studio del rapper statunitense Playboi Carti, pubblicato l'11 maggio 2018 dalla AWGE Label e Interscope Records.
L'album presenta le collaborazioni di Nicki Minaj, Young Thug, Skepta, Lil Uzi Vert, Bryson Tiller, Travis Scott, Chief Keef, Pi'erre Bourne, Gunna e Red Coldhearted. La produzione dell'album è stata invece gestita principalmente da Pi'erre Bourne.
Alla sua uscita l'album ha ricevuto recensioni generalmente positive da parte della critica specializzata.

## Antefatti e pubblicazione
Nel dicembre 2017 venne pubblicato un video in cui si vedeva Playboi Carti intento ad ascoltare della musica, con la descrizione del video che recitava la scritta "Album Mode". Nel marzo 2018, invece, il produttore discografico Pi'erre Bourne affermò che il progetto era stato ultimato, tramite un post su Twitter. Il 10 maggio seguente Carti annunciò la data di pubblicazione dell'album via Twitter. Nello stesso giorno ASAP Rocky rivelò invece la copertina dell'album. Inizialmente l'album venne pubblicato in esclusiva per il servizio di streaming Tidal, mentre solo in seguito venne poi pubblicato sulle altre piattaforme digitali.

## Descrizione
Die Lit è stato descritto dalla critica come un album di musica trap psichedelica, cloud rap e mumble rap, con influenze plugg.

## Performance commerciale
Die Lit ha debuttato alla posizione numero 3 della Billboard 200, vendendo 61.000 unità equivalenti ad album, di cui 5.000 in copia fisica.

## Accoglienza
| Recensione     | Giudizio |
| -------------- | -------- |
| Metacritic     | 71/100   |
| AllMusic       |          |
| Exclaim!       | 6/10     |
| Highsnobiety   |          |
| HipHopDX       |          |
| HotNewHipHop   | 79%      |
| Pitchfork      | 8,5/10   |
| Sputnikmusic   |          |
| Tiny Mix Tapes |          |

Alla sua uscita l'album ha ricevuto critiche prevalentemente positive da parte della critica di settore. Il sito Metacritic, che assegna un punteggio standardizzato da 0 a 100, gli dà un punteggio di 71, basato su sette recensioni professionali.
Evan Rytlewski, per il webzine Pitchfork, circa l'album ha scritto:
Maxwell Cavaseno di HotNewHipHop, in una recensione più moderata, invece scrive:
Neil Z. Yeung per AllMusic scrive:
Die Lit è stato poi inserito in numerose classifiche di fine anno di varie riviste del settore, tra cui:
| Rivista      | Classifica                       | Posizione | Note   |
| ------------ | -------------------------------- | --------- | ------ |
| Complex      | 50 Best Albums of 2018           | 45        | [ 26 ] |
| Fact         | The 50 Best Albums of 2018       | 35        | [ 27 ] |
| Highsnobiety | The 25 Best Albums of 2018       | 17        | [ 28 ] |
| Noisey       | Noisey's 100 Best Albums of 2018 | 23        | [ 29 ] |
| Pitchfork    | The 50 Best Albums of 2018       | 18        | [ 30 ] |
| Spin         | 51 Best Albums of 2018           | 18        | [ 31 ] |

## Tracce
Testi di Jordan Terrel Carter, musiche di Pi'erre Bourne, eccetto dove indicato.
1. Long Time (Intro) – 3:31 (musica: Art Dealer)
2. R.I.P. – 3:12 (testo: Carter, Donald DeGrate, Reginald Moore, Shirley Murdock, Larry Troutman, Roger Troutman)
3. Lean 4 Real (feat. Skepta) – 2:57 (testo: Carter, Joseph Adenuga – musica: IndigoChildRik)
4. Old Money – 2:15
5. Love Hurts (feat. Travis Scott) – 3:00 (testo: Carter, Jacques Webster – musica: Pi'erre Bourne, Playboi Carti)
6. Shoota (feat. Lil Uzi Vert) – 2:33 (testo: Carter, Symere Woods – musica: Maaly Raw)
7. Right Now (feat. Pi'erre Bourne) – 3:27 (testo: Carter, Jordan Jenks)
8. Poke It Out (feat. Nicki Minaj) – 4:29 (testo: Carter, Onika Maraj)
9. Home (KOD) – 2:42
10. Fell in Luv (feat. Bryson Tiller) – 3:26 (testo: Carterm Bryson Tiller, Megan James, Corbin Roddick, Isaac Gerasimou)
11. Foreign – 2:22
12. Pull Up – 3:36
13. Mileage (feat. Chief Keef) – 2:29 (testo: Carter, Keith Cozart)
14. FlatBed Freestyle – 3:13
15. No Time (feat. Gunna) – 3:39 (testo: Carter, Sergio Kitchens – musica: Don Cannon, Treshaun Beatz)
16. Middle of the Summer (feat. Redd Coldhearted) – 2:17 (testo: Carter, Dashia Aaron)
17. Choppa Won't Miss (feat. Young Thug) – 3:37 (testo: Carter, Jeffery Williams)
18. R.I.P. Fredo (Notice Me) (feat. Young Nudy) – 2:41 (testo: Carter, Quantavious Arnold)
19. Top – 2:13

Campionature
- R.I.P. contiene un campione di What About Us, scritta Donald DeGrate, Reginald Moore, Shirley Murdock, Larry Troutman, Roger Troutman ed seguita dai Jodeci.[32]
- Fell in Luv contiene un campione di Grandlovers, scritta da Megan James, Corbin Roddick, Isaac Gerasimou ed eseguita dai Purity Ring.[33]

## Classifiche

### Classifiche settimanali
| Classifica (2018) | Posizione massima |
| ----------------- | ----------------- |
| Australia         | 49                |
| Belgio (Fiandre)  | 41                |
| Belgio (Vallonia) | 116               |
| Canada            | 9                 |
| Francia           | 86                |
| Irlanda           | 38                |
| Nuova Zelanda     | 27                |
| Paesi Bassi       | 19                |
| Regno Unito       | 27                |
| Stati Uniti       | 3                 |
| Svizzera          | 37                |

### Classifiche di fine anno
| Classifica (2018) | Posizione |
| ----------------- | --------- |
| Stati Uniti       | 123       |
| Classifica (2019) | Posizione |
| Stati Uniti       | 145       |
| Classifica (2022) | Posizione |
| Stati Uniti       | 150       |